# Омамори

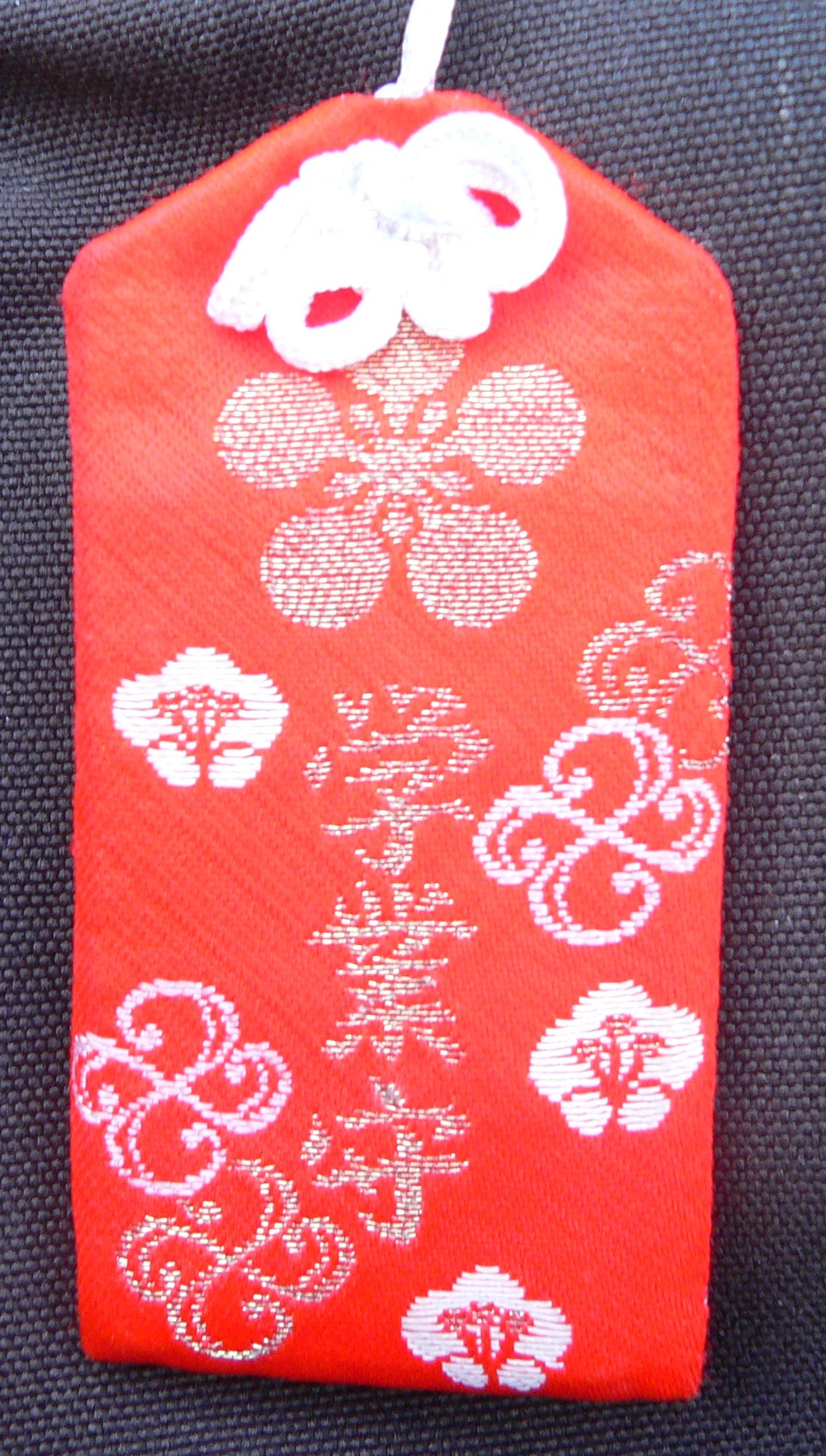
Омамори для хорошей учёбы. Логотип сверху обозначает синтоистский храм, посвящённый богу Тэндзину.

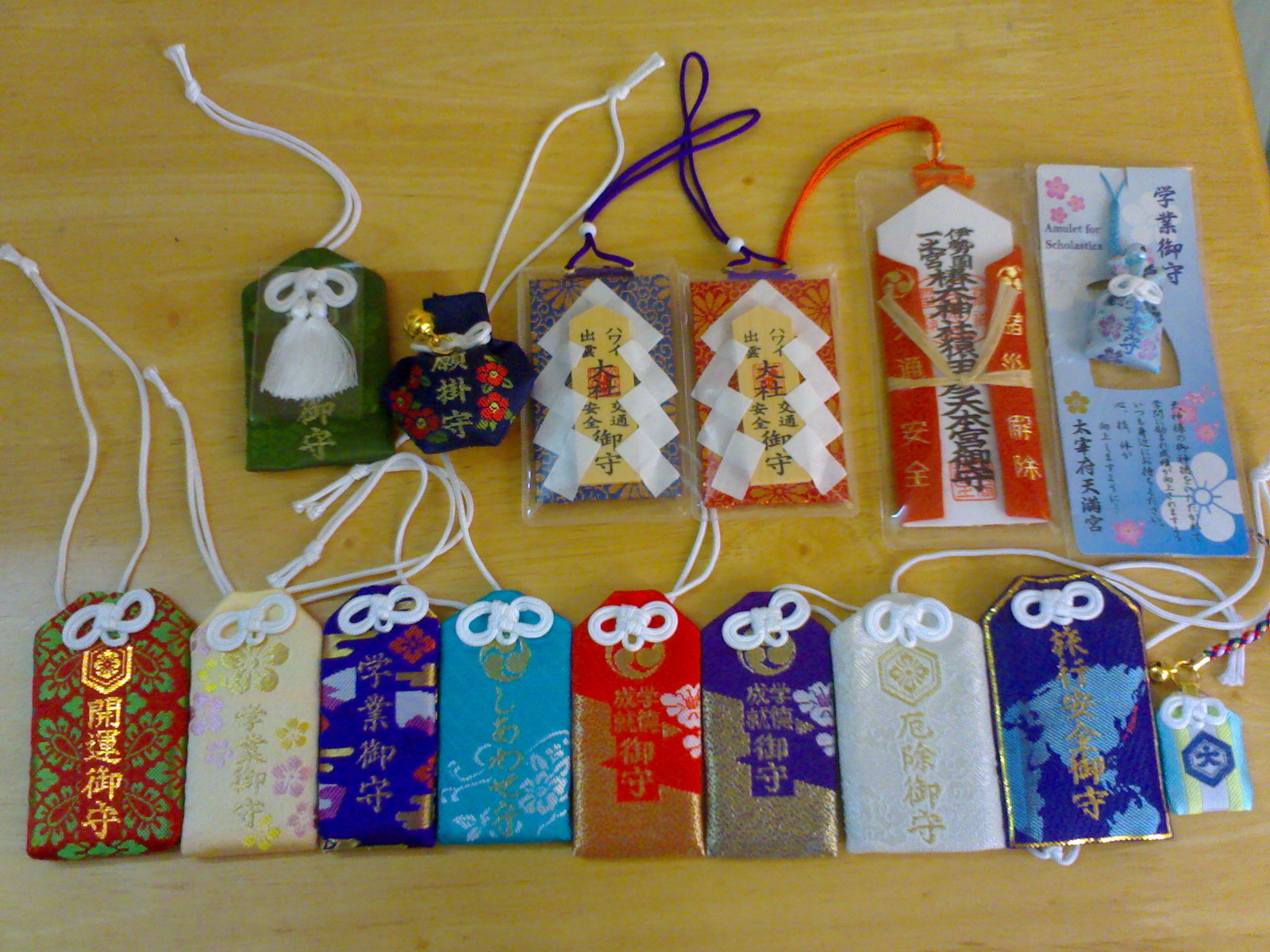
Омамори из разных храмов

Омамори (яп. 御守 омамори) — японский амулет, посвящённый определённому синтоистскому или буддийскому божеству. Слово омамори является уважительной формой слова мамори (守り) — «защита» (т.е. «защитник»).

## Внешний вид и функции
Амулет обычно состоит из матерчатого покрытия, под которое вложены кусочки бумаги или дерева с написанным на них названием храма или формой защиты, или с гравировкой. Считается, что они приносят своему носителю удачу в определённых ситуациях, заданиях или испытаниях. Омамори часто прикрепляют к сумкам, мобильным телефонам, подвешивают в машинах и других транспортных средствах для безопасной езды. По дизайну многих омамори можно узнать о месте, где они были сделаны.
На одной стороне амулета часто описывается его предназначение, а на другой написано название святилища или храма, где он был приобретён. Существуют омамори «общего предназначения», но большинство из них предназначены для какой-то определённой цели: достижения здоровья, любви, успехов в учёбе и т. д. Считается, что омамори никогда не следует открывать, иначе они потеряют защитные свойства. Раз в год их заменяют, чтобы избавиться от неудач прошлого года. Старые омамори обычно возвращают в храм, чтобы там с ними распорядились надлежащим образом.

## Современное коммерческое использование
Существуют современные коммерческие варианты омамори, изготовляемые не в храмах и не имеющие «духовную природу». Считается, что они не дают такой же защиты, как настоящие, и их не надо заменять каждый год. В Японии стали широко продаваться омамори с изображениями популярных героев, таких как Микки Маус, Hello Kitty, Снупи, Кьюпи и др.

## Примеры
Примеры популярных омамори:
- Канай андзэн (яп. 家内安全) — для здоровья и борьбы с болезнями.
- Коцу андзэн (яп. 交通安全 ко:цу: андзэн) — для водителей и путешественников.
- Эммусуби (яп. 縁結び) — счастье в любви и браке.
- Андзан (яп. 安産) — защищает беременных женщин.
- Гакугё дзёдзу (яп. 学業成就 гакугё: дзё:дзу) — для студентов и школьников.
- Сёбай хандзё (яп. 商売繁盛 сё:бай хандзё:) — успех в бизнесе и денежных делах.